# Ротарь, Валерий Григорьевич
Валерий Григорьевич Ротарь (рум. Valeriu Rotari; 12 июля 1947 — 16 февраля 2000) — молдавский бизнесмен, криминальный авторитет, известный под прозвищами «Зелёный» и «Дедушка». С 1992 по 2000 годы президент футбольного клуба «Конструкторул» (Кишинёв). Погиб в результате покушения.

## Биография

### До 1991 года
Деятельность до 1991 года почти неизвестна. Известно, что Ротарь в детстве посещал одну из ДЮСШ и играл в футбол в командах выше своей возрастной категории, однако в команду мастеров идти отказался. За малоопытность как игрока получил от одноклубников негласное прозвище «Зелёный», которым его называли СМИ и деятели преступной группировки в последующие годы, а сам он отказывался себя так называть. В общей сложности Ротарь отсидел за некие преступления в сфере экономики более 15 лет, однако, по словам журналистов, ещё до перестройки и признания независимости Молдовы прекратил преступную деятельность и заявил, что не хочет, чтобы дети повторяли его ошибки. Сам Ротарь не назывался никогда вором в законе, но пользовался уважением среди криминальных авторитетов и становился посредником в различных конфликтах между кланами в Кишинёве. После признания независимости Молдовы Ротарь стал совладельцем сети ресторанов и начал контролировать игорный бизнес.

### Конструкторул
До 1992 года в Кишинёве действовала любительская команда ЖБИ, которая в лучшем случае играла на первенство Молдавской ССР или Республики Молдова. В 1992 году Валерий Ротарь основал футбольную команду «Конструкторул» в Кишинёве, которая и стала правопреемником ЖБИ — начальником команды был назначен Валерий Николаевич Горохов. Ротарь потребовал, чтобы команда стала настоящим клубом чемпионата Молдовы, вследствие чего выкупил жилое здание и сделал его базой для футболистов, а также открыл школу для 120 детей и выделил средства на создание женской и юношеской команд, считая, что футбол должен быть больше доступен для детей, а не криминал. По воспоминаниям игроков, Валерий Ротарь после каждого провального матча (даже в случае победы) в течение двух часов устраивал «разбор полётов», критикуя игроков за недостаточную отдачу и отсутствие дисциплины, порой даже не стесняясь бросаться нецензурными выражениями. Футболисты говорили, что он мог ударить человека носком ботинка, вследствие чего не снимали щитки, но он не применял никогда рукоприкладства. При этом Ротарь оказывал большую материальную помощь футболистам — отличившиеся спортсмены получали автомобили, квартиры и большие суммы денег.
Ротарь стал приглашать игроков в команду — среди них был и Виктор Комлёнок, который предпочёл перейти в «Конструкторул», где ему обещали 1000 молдавских леев (220 долларов США) вместо 162 (35 долларов США), получаемых в дубле «Зимбру». «Конструкторул» в сезоне 1994/1995 вышел в Национальный дивизион Молдовы по футболу — высший уровень чемпионата страны — и в следующем сезоне выиграл Кубок Молдовы, победив тираспольский «Тилигул» со счётом 2:1. Команда получила право играть в Кубке кубков, став заодно бронзовыми призёрами чемпионата 1995/1996. В Кубке кубков команда в двух встречах переиграла израильский «Хапоэль» из Ришон-ле-Циона: суммарный счёт был 3:3, но благодаря двум голам на чужом поле (дома была одержана победа 1:0) команда прошла дальше. Перед ответным матчем (поражение 2:3, позволившее молдаванам пройти дальше) в Израиль отказались впускать вратаря Сергея Динова, и даже Ротарь не смог переубедить пограничников изменить своё решение. В следующем раунде команда «Конструкторул» проиграла турецкому «Галатасараю» дома 0:1 и в гостях 0:4, покинув турнир.
В следующем сезоне «Конструкторул» был уже серьёзно настроен на победу в чемпионате Молдовы. Ротарь приобрёл трёх ведущих игроков: Сергея Савченко, Виктора Кузнецова и даже Юрия Гаврилова. Он повысил требования к игрокам, распекая их за непрофессиональное отношение к делу, однако помогал при первой возможности — так, когда Виктор Комлёнок показал ему синяк на руке, полученный в одном из игровых единоборств после матча против бельцкой «Олимпии», Ротарь передал ему 100 долларов на покупку нужных медикаментов. Также Ротарь требовал, чтобы его игроки правильно питались: он кричал на сотрудников клуба даже в том случае, если они роняли на пол еду, предназначенную для игроков. Клуб при трансферной политике Ротаря выиграл национальный чемпионат, не дав занявшему в итоге 2-е место «Зимбру» оформить свой шестой титул чемпиона страны. Игроки за чемпионство получили по 1000 долларов США каждый. Благодаря победе в чемпионате «Конструкторул» вышел в Лигу чемпионов УЕФА, но проиграл белорусской команде МПКЦ со счётом 3:4 по сумме двух встреч.
В сезоне 1998/99 «Конструкторул» завоевал серебряные медали чемпионата. Ротарь отказывался наотрез продавать своих ведущих игроков, чтобы не терять статус ведущей команды, однако в 1999 году вынужден был расстаться с полузащитником Олегом Шишкиным и отдать его в аренду ЦСКА за 150 тысяч долларов США.

### Убийство
Валерий Ротарь утверждал, что не связан с преступными группировками, но говорил, что если он погибнет, Кишинёв переживёт сильные потрясения. 16 февраля 2000 года Ротарь возвращался домой за рулём собственного джипа GMC к своему дому по улице Друмул Виилор, когда неизвестные вытащили канализационный люк и перекрыли дорогу к дому на перекрёстке улиц Дымбулуй и Друмул Виилор. Когда машина Ротаря остановилась, неизвестные открыли огонь из автоматов Калашникова, осуществив итого 40 выстрелов. Ротарь скончался от полученных ранений на месте. Из двух находившихся в машине охранников один, Ион Гынкэ (по другим данным, Юрий Тынку), скончался в машине «скорой помощи» по пути в больницу, второй отделался простреленной ногой. Это убийство стало одним из череды нападений на воров в законе Молдовы: в начале февраля полицией Молдовы в Румынии был арестован недавно коронованный вор в законе Ион Гушан по кличке «Нику-Патрон», чья группировка орудовала в Восточной Молдовы и обвинялась в серии разбойных нападений, грабежей, пытках и рэкете, а Гушану грозило от 10 до 25 лет лишения свободы; позже, 10 февраля неизвестными был похищен и убит вор в законе Евгений Грищенко по кличке «Жека», которого вместе с охраной атаковали четверо человек в камуфляжной форме и масках в одном из помещений профилактория футбольного клуба «Конструктор», после чего бросили в машину. Телохранителей позже оттуда выкинули (один погиб), а Жеку застрелили и бросили труп в одном из лесопарков Кишинёва.
По факту убийства Ротаря было возбуждено уголовное дело: по мнению МВД Молдовы, к убийству были причастны криминальные круги, замешанные в переделе сфер влияния в Молдове и считавшиеся конкурентами Ротаря. Одним из первых в убийстве был обвинён криминальный авторитет Пётр «Мику» Гылкэ, чья банда потеряла незадолго до этого четверых рэкетиров, убитых отрядом Департамента по борьбе с организованной преступностью и коррупцией в результате перестрелки в пригороде Стэучень. Гылкэ отрицал свою вину и лично объяснял вдове Ротаря, что непричастен к этому. По другой версии, заказчиком был некто из чиновников Республики Молдова, который не то взял на себя ответственность за ликвидацию преступного подполья, не то решил свести личные счёты с Ротарём. Рассматривалась версия, что распоряжение о ликвидации отдал лично президент Пётр Лучинский, сын которого, Кирилл, якобы отказался возвращать Ротарю взятую в долг сумму денег. Однако в 2001 году начальник отдела по расследованию особо тяжких преступлений Генеральной прокуратуры Молдовы Штефан Штогоря сообщил, что молдавская полиция арестовала банду киллеров из 11 человек, которая была причастна к гибели 10 человек и покушениям ещё на 11 человек — среди убитых были не только Грищенко и Ротарь, но и братья Диасемидзе из грузинской этнической ОПГ, убитые в сентябре 1999 года. Непосредственно убийцей Ротаря оказался Эдуард Галынский, который был арестован в Москве в сентябре 2000 года и депортирован в Молдову через несколько дней: баллистическая экспертиза доказала, что выстрелы в «Жеку» и «Зелёного» были сделаны из его оружия. Среди арестованных были также Павел и Виталий Левинцэ, бывший сотрудник Департамента по борьбе с организованной преступностью и коррупцией Юрий Лунгу, а также Василий Ленков. В розыск были объявлены руководители банды — Юрий «Бобёр» Радулов, Пётр «Хана» Сташиков и Олег Карабанов. Причастные к убийствам получили большие тюремные сроки: Галынский и Ленков получили пожизненное лишение свободы за убийство 8 человек, Лунгу — 25 лет как информатор, братья Левинцэ — по 20 лет тюрьмы.
Команда «Конструкторул» была потрясена гибелью своего руководителя, однако пообещала выиграть Кубок Молдовы в 2000 году, победив в финальной встрече «Зимбру» благодаря единственному голу на 90-й минуте. В квалификационном раунде Кубка УЕФА команда встретилась с софийским ЦСКА: в первой встрече она уступила дома 2:3, а в ответной проиграла со счётом 0:8 и вылетела из Кубка. Друзья Ротаря утверждали, что из пяти голов, которые забил Димитр Бербатов, как минимум четыре были забиты из положения «вне игры». Разгневанные представители молдавской команды избили кипрского судью Яннакиса Киприанидеса, обвинив его в умышленном «сплаве» команды, за что УЕФА дисквалифицировала молдавский клуб на два еврокубковых сезона. Через год клуб оказался в таких долгах, что вынужден был продавать игроков для погашения долгов; саму команду продали нескольким лицам из Приднестровья, и клуб переехал в Тирасполь, сохранив право играть в чемпионате Молдовы и выступая там до сезона 2014/2015, пока не прекратил существование.

### Семья
Супруга — Лариса Нефёдкина, стала совладелицей клуба «Конструкторул» после смерти мужа и оставалась ею до 2001 года, пока команду не продали приднестровцам. После продажи клуба семья окончательно разорилась. В 2011 году у Ларисы забрал сумму в 600 тысяч евро владелец концерна Elat Леонид Волнянский, потерявший бизнес якобы в результате рейдерской атаки, вследствие чего Нефёдкина безуспешно пыталась вернуть эту сумму. В 2015 году уехала из Молдовы.
Единственная дочь — Эльвира — также была совладелицей клуба «Конструкторул» и осуществила продажу команды в связи с тем, что не смогла найти человека, который мог бы вложить деньги в команду и при этом оставаться ярым футбольным фанатом. Она скончалась от рака в 2012 году. Муж Эльвиры — Муслим «Мовсар» Ибрагимов, отец одной из двоих дочерей Эльвиры, также друг Ротаря. 28 января 2004 года заочно осуждён Апелляционной палатой Кишинёва за вымогательство 80 тысяч долларов США.